# Cosme Tura

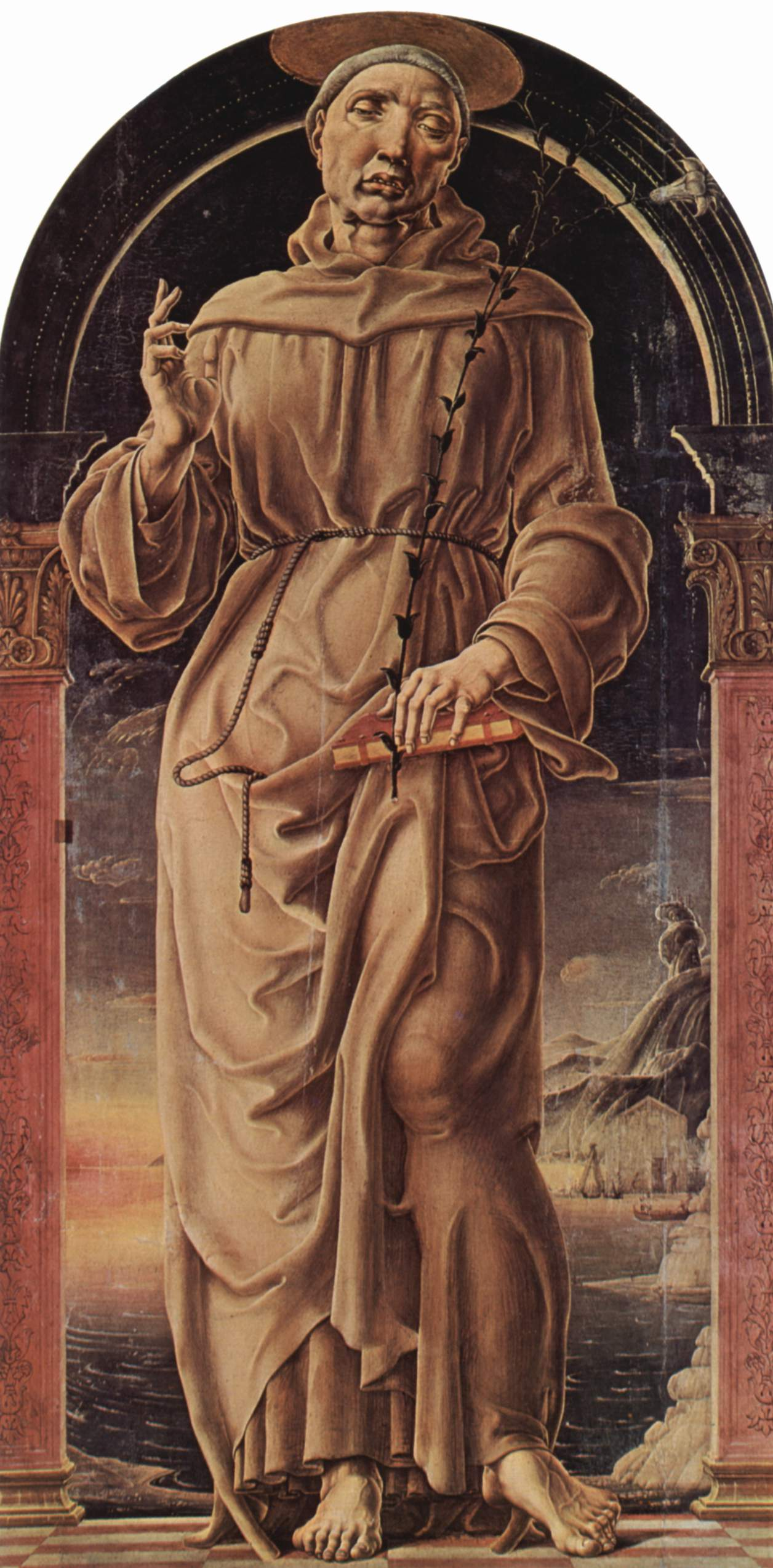
Święty Antoni Padewski

Cosme Tura znany również jako Il Cosmè lub Cosmè Tura Cosimo Tura (ur. 1430 w Ferrara, zm. 1495) – włoski malarz renesansowy (Quattrocento), założyciel i przedstawiciel szkoły ferraryjskiej.
Był uczniem Francesco Squarcione, za swoich patronów miał księcia Ercole d’Este i Borso d’Este. W 1460 roku otrzymał stypendium ufundowane przez dwór w Ferrarze. Jego uczniami byli Francesco del Cossa i Francesco Bianchi. Swoje dzieła tworzył pod wpływem Andrea Mantegna i Piero della Francesca.
Tura był malarzem wszechstronnym. Malował wszystko początkowo na dworze d'Estów. Dla gabinetu księcia Borso d’Este w Palazzo Belfiori w Ferrarze w 1460 roku, namalował Alegorię wiosny. W Ferrarze, w Palazzo Schifanoia, zaprojektował cykl astrologicznych fresków pt. Dwanaście miesięcy a w ich realizacji pomagał mu m.in. Francesco del Cossa (lata 1469–1471).

## Dzieła artysty
- Muza Kalliope – 1455-60, 116 cm x 71 cm National Gallery w Londynie
- Matka Boska z Dzieciątkiem – 1453, Gallerie dell’Accademia Wenecja
- Święty Jerzy –  Museum of Art San Diego
- Madonna z Dzieciątkiem w ogrodzie –  1455 National Gallery of Art, Waszyngton
- Portret Eleonory d'Aragona, księżny Ferrara – Pierpont Morgan Library, Nowy Jork
- Wiosna – 1460, National Gallery w Londynie
- Madonna ze znakami zodiaku (Madonna z Dzieciątkiem) –  ok. 1460, tempera na desce 61×41 cm, Gallerie dell’Accademia, Wenecja
- Pietà – 1468, Museo Correr, Wenecja
- Zwiastowanie - 1469, Museo del Duomo, Ferrara
- Męczeństwo świętego Marka – 1470, Pinakoteka Nazionale, Ferrara
- Obrzezanie Chrystusa –  1470, Isabella Stewart Gardner Museum, Boston
- Księżniczka 1470 Museo del Duomo, Ferrara.
- Św. Jerzy walczący ze smokiem – 1469, Museo della Cattedrale, Ferrara
- Poliptyk Roverella – 1470-1474
- Święty Sebastian –  Gemäldegalerie, Drezno,
- Święty Dominik –  Galeria Uffizi, Florencja
- Święty Antoni Padewski podczas lektury –  Luwr, Paryż
- Pietà –  1472 Museo Correr, Wenecja
- Opłakiwanie – 1472
- Freski z Palazzo Schifanoia, Ferrara
Alegoria września: Triumf Wulkana
Alegoria sierpnia: Triumf Ceres
Alegoria czerwca: Triumf Mercurego